# John Emms
John Emms (ur. 14 marca 1967) – angielski szachista i autor książek szachowych, arcymistrz od 1995 roku.

## Kariera szachowa
Wielokrotnie startował w mistrzostwach Wielkiej Brytanii, najlepszy wynik osiągając w roku 1997 w Hove, gdzie podzielił I miejsce (w dogrywce zajął ostatecznie IV miejsce, za Michaelem Adamsem, Matthew Sadlerem i Anthony Milesem). Pod koniec lat 90. awansował do reprezentacji Anglii. W roku 1999 wystąpił na drużynowych mistrzostwach Europy, natomiast w latach 2000 i 2002 – na szachowych olimpiadach.
Do największych indywidualnych sukcesów Johna Emmsa w turniejach międzynarodowych należą m.in. dz. I m. w Kopenhadze (1993, turniej Politiken Cup, wspólnie z Igorem Chenkinem i Henrikiem Danielsenem), II m. w Telde (1993, za Miodragiem Todorceviciem), I m. w Esbjergu (1996, turniej The North Sea Cup), I m. w Londynie (1997) oraz dz. II m. w Southend-on-Sea (2005, za Danielem Gormally, wspólnie z Christopherem Wardem).
Najwyższy ranking w karierze osiągnął 1 lipca 1999 r., z wynikiem 2586 punktów zajmował wówczas 8. miejsce wśród angielskich szachistów.
W swoim dorobku posiada wydanych kilkadziesiąt szachowych książek, przede wszystkim poświęconych debiutom. Jest tym samym jednym z najaktywniejszych brytyjskich szachistów piszących książki o tej tematyce.

## Publikacje
- 1998 – Easy Guide to the Nimzo-Indian, Everyman Chess, ISBN 1-85744-513-9
- 1998 – The French Tarrasch, Batsford, ISBN 0-7134-8461-6
- 1999 – Easy Guide to the Ruy Lopez, Everyman Chess, ISBN 1-85744-220-2
- 1999 – Nunn’s Chess Openings, Everyman Chess, ISBN 1-85744-221-0 (wspólnie z Johnem Nunnem i Josephem Gallagherem)
- 1999 – The Survival Guide to Rook Endings, Everyman Chess, ISBN 1-85744-235-0
- 2000 – The Ultimate Chess Puzzle Book, Gambit Publications, ISBN 1-901983-34-X
- 2000 – Most Amazing Chess Moves of All Time, Gambit Publications, ISBN 1-901983-29-3
- 2000 – Play The Open Games As Black, Gambit Publications, ISBN 1-901983-27-7
- 2001 – Simple Chess, Everyman Chess, ISBN 1-85744-238-5
- 2002 – Sicilian Kan, Everyman Chess, ISBN 1-85744-302-0
- 2002 – Starting Out: The Sicilian, Everyman Chess, ISBN 1-85744-249-0
- 2003 – Play the Najdorf: Scheveningen Style, Everyman Chess, ISBN 1-85744-323-3
- 2003 – Concise Chess, Everyman Chess, ISBN 1-85744-327-6
- 2004 – More Simple Chess: Moving on from the Basic Principles, Everyman Chess, ISBN 1-85744-343-8
- 2004 – Attacking with 1e4, Everyman Chess, ISBN 1-85744-267-9
- 2004 – Starting Out: The Queen’s Indian, Everyman Chess, ISBN 1-85744-363-2
- 2004 – The Scandinavian (2nd edition), Everyman Chess, ISBN 1-85744-375-6
- 2004 – Starting Out: Minor Piece Endgames, Everyman Chess, ISBN 1-85744-359-4
- 2005 – Starting Out: King’s Indian Attack, Everyman Chess, ISBN 1-85744-394-2
- 2005 – Starting Out: The Scotch Game, Everyman Chess, ISBN 1-85744-387-X
- 2006 – The Survival Guide to Competitive Chess, Everyman Chess, ISBN 1-85744-412-4
- 2006 – Discovering Chess Openings : Building a repertoire from basic principles, Everyman Chess, ISBN 1-85744-419-1
- 2006 – Dangerous Weapons: The Sicilian, Everyman Chess, ISBN 1-85744-423-X
- 2006 – Dangerous Weapons: The Nimzo-Indian, Everyman Chess, ISBN 1-85744-424-8
- 2007 – Eröffnungsreihe STARTING OUT Sizilianische Geheimnisse, Everyman Chess, ISBN 978-3-932336-03-4
- 2007 – The Survival Guide to Competitive Chess : Improve Your Results Now!, Everyman Chess, ISBN 1-85744-412-4
- 2007 – Eröffnungsreihe STARTING OUT Geheimnisse des königsindischen Angriffs, Everyman Chess, ISBN 978-3932336065
- 2008 – Dangerous Weapons: 1.e4 e5
- 2008 – The Survival Guide to Rook Endings
- 2008 – Starting Out: The c3 Sicilian
- 2008 – Dangerous Weapons: The Benoni and Benko